# Presse- und Informationsoffizier
Der Presse- und Informationsoffizier (engl. Press & Information Officer meist aber Public Information Officer, kurz PIO) ist eine Offiziersfunktion in militärischen Stäben. Vergleichbare Verwendungen reichen in Unternehmen vom Pressesprecher bis zu Head of Communications.
In den Armeen der NATO-Staaten tritt der Presseoffizier als Sprecher und Repräsentant seines militärischen Verbandes auf. Er berät den Kommandeur und die Truppe in allen Medienfragen und in der Kommunikation mit der Öffentlichkeit.

## Schweizer Armee
In der Schweizer Armee ist der PIO ein Offizier im Range eines Hauptmanns oder Majors bzw. Fachoffiziers mit gleichem NATO-Rangcode. Er ist der Berater des Kommandanten für sämtliche Fragen der internen (eigene Truppenteile) und externen Kommunikation (Medien). Er bearbeitet oder erarbeitet auch redaktionelle Beiträge für Print- und elektronische Medien (intern/extern).

## Bundeswehr
In der Bundeswehr spricht man vom Presse(stabs)offizier. In Abhängigkeit von der Ebene wird haupt- und nebenamtliches Pressefachpersonal eingesetzt. Die Presseoffiziere werden zentral an der Akademie der Bundeswehr für Information und Kommunikation ausgebildet. Dem Abschluss des Lehrgangs folgt ein Praktikum bei Print-, Hörfunk- und Fernsehmedien, bevor ihnen der Personalbegriff Presse(stabs)offizier in einem Befähigungsnachweis (Ausbildungs- und Tätigkeitsnummer) zuerkannt wird. 